# دوسو دوسي
جيوفاني دي نيكولو دي لوتيري ، المعروف باسم دوسو دوسي من مواليد 1489 و توفي 1542 كان رسامًا إيطاليًا من عصر النهضة ينتمي إلى مدرسة فيرارا ، يرسم بأسلوب متأثر بشكل أساسي بالرسم الفينيسي ، ولا سيما جورجيوني وأوائل أعماله. تيتيان . 

## روابط خارجية
- دوسو دوسي: رسام البلاط في عصر النهضة فيرارا ، كتالوج المعرض بالنص الكامل من متحف متروبوليتان للفنون
- سيرة ذاتية قصيرة وصور في متحف جيه بول جيتي
- صور لبعض اللوحات
- معرض في MuseumSyndicate
- أعمال دوسو دوسي في إحصاء اللوحات والرسومات الفيراري

قالب:Dosso Dossi